# Дудочка и кувшинчик
«Ду́дочка и кувши́нчик» — советский рисованный мультипликационный фильм, выпущенный студией «Союзмультфильм» в 1950 году. Снят по одноимённой сказке (1940) Валентина Катаева. По сюжету главная героиня сталкивается с ситуацией, когда нельзя иметь сразу «и то, и то», дудочку и кувшинчик.

## Сюжет
Летним днём Петя, Женя и Павлик пошли в лес собирать землянику:

Мы проснулись на рассвете

Раньше всех детей на свете,

И, когда мы уходили,

Никого не разбудили.

Пусть отдыхают,

Пусть отдыхают!

Мы идём не для гулянья

И не просто для хожденья,

Мы идём для собирания

Земляники для варенья

С розовой пенкой,

С розовой пенкой!

На полянке, которую Петя и Павлик нашли для Жени, ягод было не видно, несмотря на то, что здесь их много. Главная героиня не обнаружила ни одной ягодки. Мальчики объяснили ей, что ягодки прячутся под листиками. Надо нагибаться, поднимать листочки и тогда можно увидеть ягоды.
Павлик подсказал сестре, как нужно собирать землянику:

Одну ягодку беру,

На другую смотрю,

Третью примечаю,

А четвёртая мерещится.

Женя вернулась на полянку и, заглянув под листики, увидела много ягод. Она начала собирать их в кувшинчик, но быстро устала. Как потом оказалось, это был нелёгкий труд, который очень не понравился Жене. Но ей повстречался старик-боровик, коренной лесовик, который попросил называть себя дедушкой (а не дяденькой, что ему не понравилось). Это был местный покровитель грибов и ягод.
Он дал девочке волшебную дудочку, которая, играя, заставляла ягоды показываться из-под листиков. Но дудочку старичок просто так подарить не мог. Он предложил обменять её на Женин кувшинчик. Девочка согласилась и, взяв дудочку, побежала на свою полянку. Там она приказала дудочке играть, и тут же все ягоды оказались на виду.
Но только Женя приготовилась их собирать, как поняла, что кувшинчик она отдала старичку, и класть ягоды не во что.
Женя побежала обратно к старичку и потребовала вернуть ей кувшинчик. Старичок сказал, что может вернуть кувшинчик только в обмен на дудочку. Девочка заупрямилась и сказала, что ей нужны и кувшинчик, и дудочка. Её собеседник поинтересовался, зачем главной героине нужны оба эти предмета одновременно.
Девочка сказала, что без дудочки боится устать, собирая ягоды. Тогда старичок рассердился на Женю, обозвал её лентяйкой и, вернув кувшинчик, забрал у неё дудочку. При этом он сказал:

Здесь, на полянке, хватит ягод,

Чтоб наварить варенья на год!

В моём лесу таких полянок —

На двести сорок тысяч банок,

Но без труда и без терпенья,

Но без терпенья и труда

Тут и на блюдечко варенья

Не хватит ягод никогда!

В результате Жене пришлось собирать ягоды так, как её научил Павлик. Она приседала перед каждым кустиком и, поднимая листики, рвала ягоды. Вскоре кувшинчик был наполнен, и девочка вернулась к Пете и Павлику. Все трое отправились домой:

Все вместе:

Земляничное варенье

Будет к чаю в воскресенье,

Но лентяйкам и лентяям

Не сидеть за этим чаем!

Петя:

Пусть так и знают!

Павлик:

Пусть так и знают!

Женя:

Гриб сердитый, до свиданья!

Обещаю на прощанье,

Что капризничать не стану

И лениться перестану.

Буду хорошей,

Буду хорошей!

## Создатели
| Сценарий                   | Валентин Катаев |
| Стихи                      | Валентин Катаев, Михаил Вольпин |
| Режиссёр                   | Виктор Громов |
| Композитор                 | Антонио Спадавеккиа |
| Художник-постановщик       | Владимир Дегтярёв |
| Оператор                   | Елена Петрова |
| Звукооператор              | Борис Фильчиков |
| Художники-мультипликаторы: | Дмитрий Белов, Михаил Ботов, Рената Миренкова, Владимир Арбеков, Геннадий Филиппов, Владимир Данилевич, Игорь Подгорский, Ламис Бредис, Иосиф Старюк           |
| Художники-декораторы       | Н. Верещагина, Галина Невзорова, Елена Танненберг |
| Аэрография                 | Константин Малышев |
| Ассистент художника        | Ирина Курапова |
| Технический ассистент      | Галина Любарская |
| Монтаж                     | В. Егорова |
| Роли озвучивали:           | Георгий Милляр — дятел, Галина Иванова — девочка Женя, Юлия Юльская — мальчик Павлик, Владимир Ратомский — Старик-Боровик, Валентина Сперантова — мальчик Петя |

## Музыка и песни
Эта песенка выпускалась фирмой «Мелодия» в сборниках песен из мультфильмов на детских пластинках, а позже выпускалась также на аудиокассетах «Свема». В 1990-е годы песня включалась в состав других сборников на кассетах и компакт-дисках, выпущенных фирмой «Твик-Лирек», а с 1999 года — на дисках MP3 в издании разных фирм.